# Эпсилон Южной Короны
Эпсилон Южной Короны (ε CrA) — затменная переменная двойная звезда в созвездии Южной Короны. Исторического названия не имеет.
Находясь на расстоянии 98 световых лет, звезда имеет видимую звёздную величину +4.83m. В первом приближении её можно классифицировать как жёлто-белого карлика спектрального класса F с температурой поверхности приблизительно 7000 K, который светит как 8 Солнц. Радиус, вычисленный из температуры и яркости, равен 1.9 солнечного, а масса 1.6 солнечной. Однако на самом деле Эпсилон Южной Короны не является одиночной звездой. В реальности это две очень близкие звезды. В течение одной ночи можно заметить, как непрерывно и регулярно изменяется яркость звезды, примерно, до четверти звёздной величины в течение 7 часов. Сначала более тусклая звезда проходит перед яркой, которая излучает, приблизительно, 95 процентов света звезды, а затем более яркая проходит перед более тусклой. Таким образом Эпсилон Южной Короны можно классифицировать как затменную переменную типа W Большой Медведицы. Компоненты этой системы настолько близки, что сильно искажают сферическую форму друг друга. Обе звезды заполняют свои полости Роша и обмениваются веществом.
Так как спектры обеих звезд хорошо известны, можно определить орбитальные скорости. Их комбинация с кривой яркости позволяет вычислить параметры звезд. Звезды находятся на расстоянии 0.0172 а. е. (2.9 млн км). У более яркого компонента A радиус равен 2.2 солнечного, а масса 1.72 солнечной. У более слабого компонента B они, соответственно равны 0.85 и 0.22. Таким образом, у Эпсилон Южной Короны одно из самых высоких отношений масс компонентов, известных среди контактных двойных звёзд. Период вращения, определённый из спектра, практически равен орбитальному периоду и звёзды всё время повернуты друг к другу одной стороной. Звезды вращаются настолько быстро, что показывают значительную магнитную активность и темные звездные пятна, по аналогии с солнечными, также вносят свой вклад в переменность. Несмотря на значительно меньшую массу, у более легкой звезды та же самая температура, что и у большей, эффект, названный «парадоксом контактных двойных звёзд»: более массивная звезда, так или иначе, поставляет энергию менее массивной.
Эпсилон Южной Короны будучи относительно высокоскоростной звездой, перемещается со скоростью почти 60 км/с относительно Солнца, более чем в три раза быстрее чем обычные звёзды.